# Alec Zino
Alec Zino, właściwie Paul Alexander Zino (ur. 9 lutego 1916, zm. 3 marca 2004) – ornitolog brytyjski, działający na portugalskiej Maderze, biznesmen.
Pochodził z rodziny brytyjskiej osiadłej na Maderze w latach 30. XIX wieku; studiował w Anglii, w St. Edmund’s College w Ware oraz w Christ’s College na Cambridge. Po powrocie ze studiów przejął interes rodzinny na Maderze (przekazał potem firmę synowi Michaelowi).
Od młodości zainteresowany przyrodą, zwrócił w latach 60. uwagę na pewien gatunek ptaka morskiego. Były to petrele, jednak od powszechnie znanych nieco mniejsze, lżejsze i o mniejszej rozpiętości skrzydeł. Razem z drugim synem, Frankiem, obserwował te ptaki; badania potwierdziły, że jest to gatunek uznawany dotychczas za wymarły (petrel maderski Pterodroma madeira), którego mała kolonia przetrwała jednak na Maderze. Zino pracował z dużym zaangażowaniem nad ocaleniem gatunku, wykupił m.in. lokalne prawa myśliwskie, wybudował budynek obserwacyjny, opłacał także ludzi do pilnowania bezpieczeństwa ptaków w okresie lęgowym i sam doglądał wszystkich tych działań. Obok lokalnych myśliwych i rybaków jego przeciwnikami były szczury, a także koty, których ofiarą w 1991 padło 10 dorosłych ptaków, co stanowiło około 1/4 populacji.
Przyczynił się do założenia w 1986 rezerwatu Parque Natural da Madeira, który z czasem stał się kandydatem do wpisania na listę światowego dziedzictwa UNESCO. W 1990 został odznaczony wysokim portugalskim odznaczeniem państwowym, komandorią Orderu Infanta Dom Henrique. Został także uhonorowany w inny sposób – po potwierdzeniu odrębności uratowanego przez niego gatunku ptakom tym nadano jego imię – Zino’s petrel (petrel Zino).